# Hypostomus francisci
Hypostomus francisci is een straalvinnige vissensoort uit de familie van de harnasmeervallen (Loricariidae). De wetenschappelijke naam van de soort werd als Plecostomus francisci in 1874 gepubliceerd door Christian Frederik Lütken.